# Рослинні жири й олії

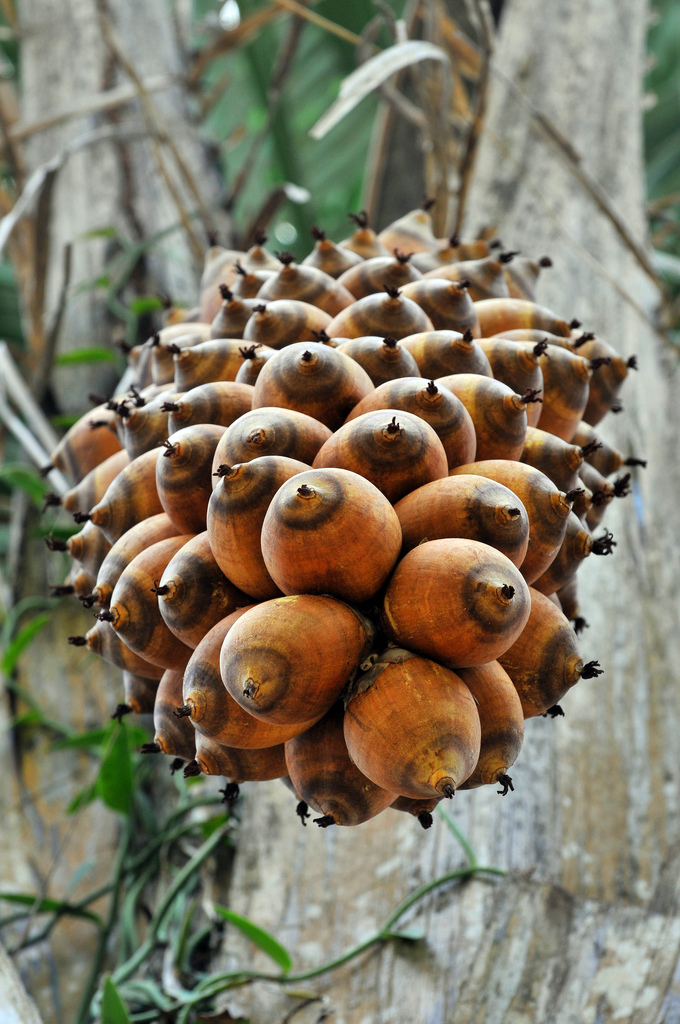
Плоди Елеїса гвінейського — сировина для виробництва так званих «пальмоядрової» та «пальмової» олій

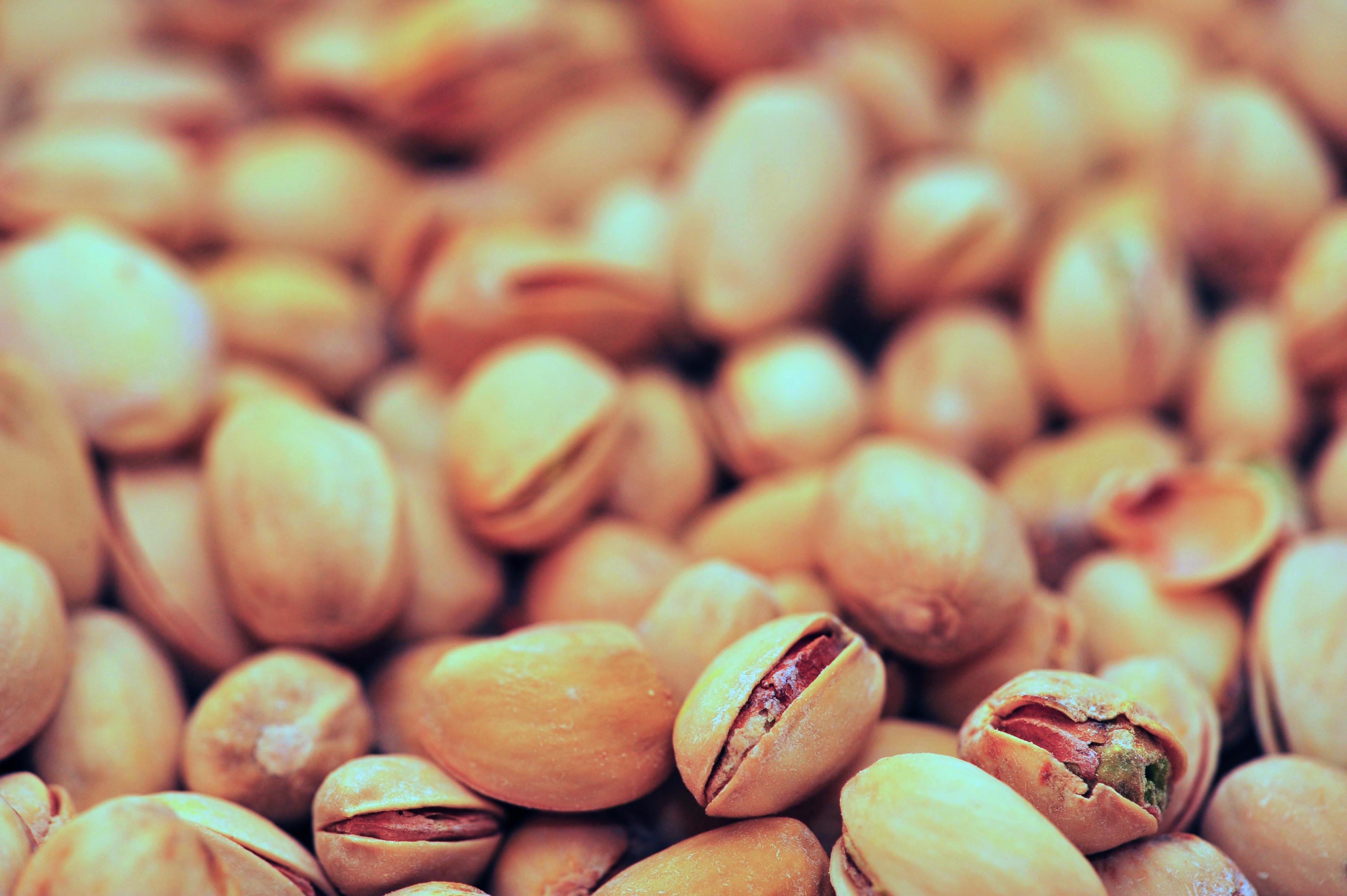
Фісташки — сировина для фісташкової олії

«Олія» перенаправляється сюди. Інші значення, див.: Рослинна олія (значення).

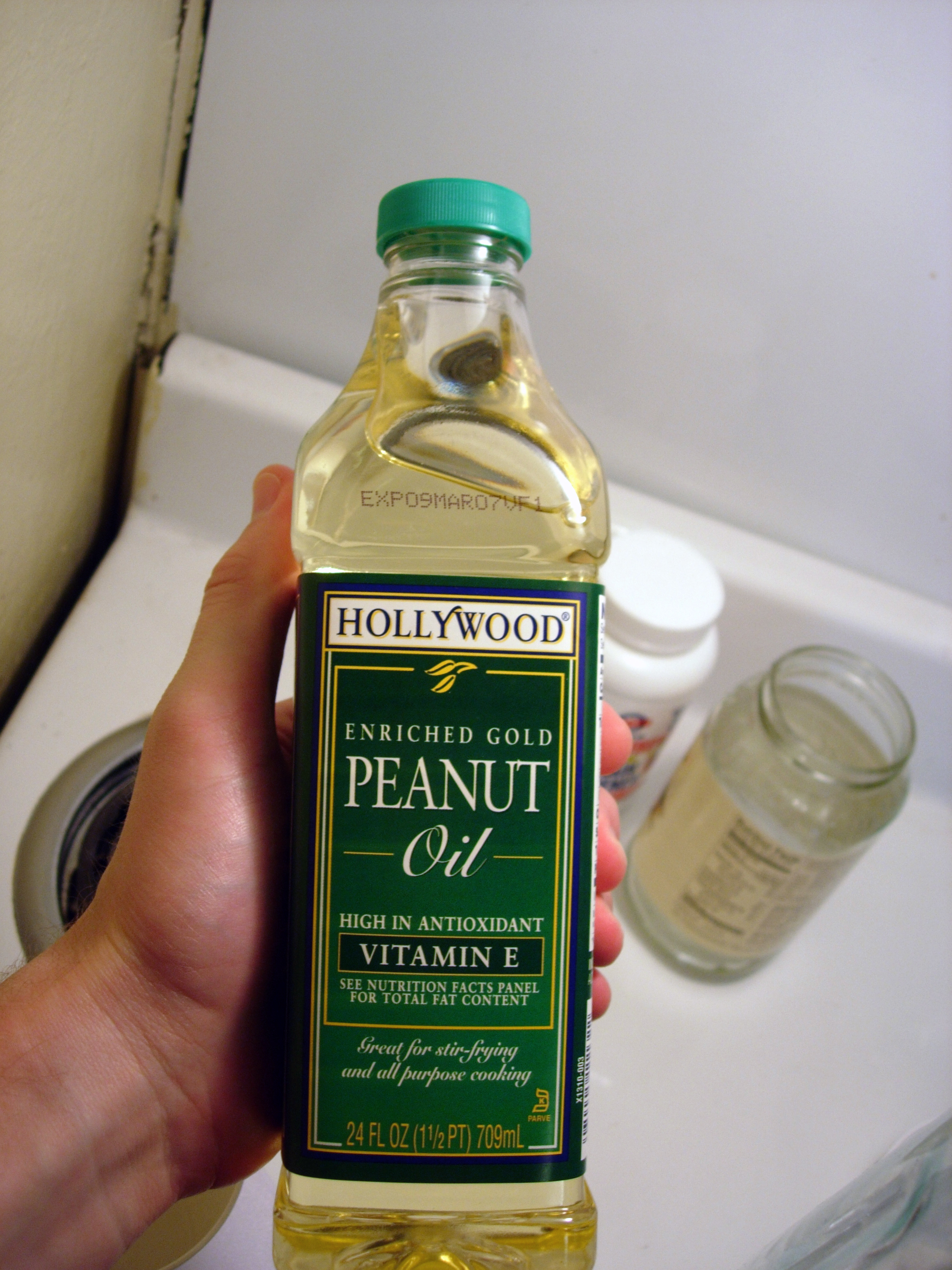
Рослинні жири й олії

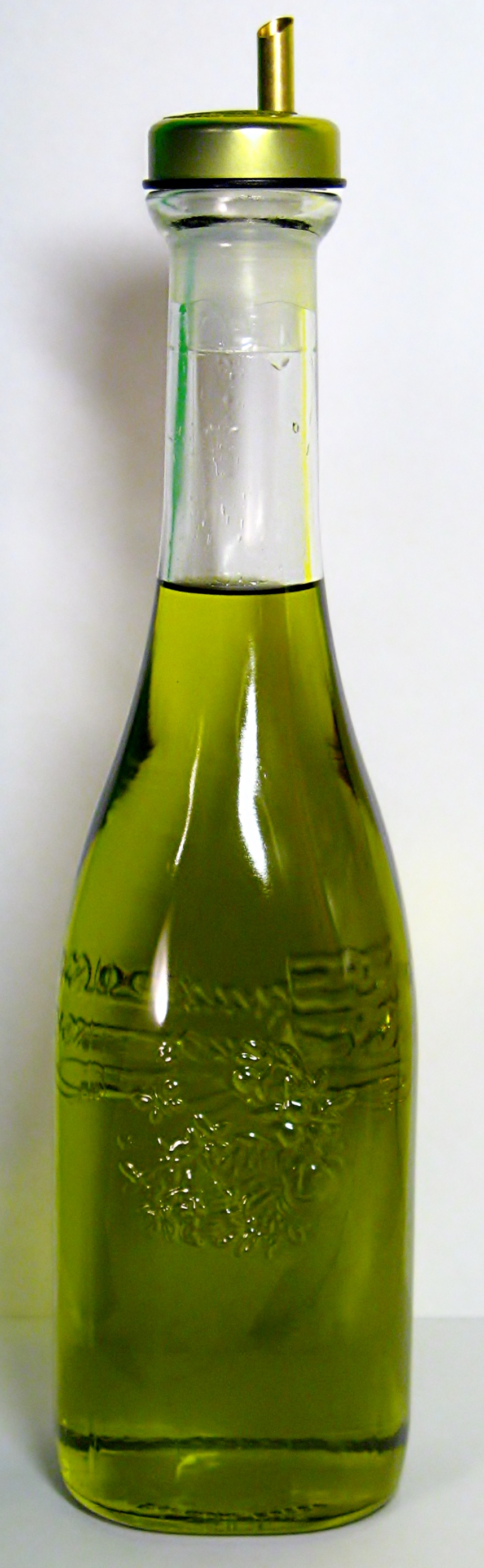
Пляшка італійської оливкової олії

Росли́нні жири́ й олі́ї (частіше просто олі́я) — ліпідні матеріали, отримані з рослин. Фізично олії рідкі при кімнатній температурі, а жири тверді. Хімічно як жири, так і олії складаються з тригліцеридів, на відміну від восків, у структурі яких немає гліцерину. Деякі тверді рослинні жири також можуть називати маслами: кокосове, какао-масло. Хоча жири містяться майже в усіх частинах рослин, у комерційній практиці вони видобуваються в основному з насіння, а також зародків, плодів.
Рослинні жири й олії можуть бути їстівними (харчовими) і неїстівними. Приклади неїстівних рослинних жирів і олій включають оброблену лляну, тунгову й касторову олію, які використовуються в мастильних матеріалах, олійних фарбах, косметичній, фармацевтичній та інших галузях промисловості.
Від тригліцеридних олій відрізняють ефірні олії, які теж є речовинами рослинного походження, нерозчинними у воді. Ефірні олії мають інші хімічний склад та фізичні властивості (з подібних — жирність на дотик), виділяються з рослинної сировини іншими засобами та не вживаються як харчові продукти.

## Олійна сировина
Не всі олійні рослини вирощуються безпосередньо для виробництва олії. Олія є побічною продукцією при вирощуванні на волокно бавовнику, льону, коноплі; соя та арахіс вирощуються заради білка; Гірчиця вирощується в харчових цілях як пряна культура завдяки наявності в ній ефірних олій. Сировиною для виробництва олій також є багато відходів, які залишаються після харчових виробництв і містять багато олії: зародки зернових культур, насіння гарбузa, томатів, тютюну, чаю, кісточки винограду й плодових дерев тощо.

## Хімічний склад
За хімічним складом олії — це тригліцериди вищих ненасичених карбонових кислот. Як домішки в оліях присутні білки й вода (які зумовлюють каламутність нерафінованої олії), а також деякі ліпіди (фосфоліпіди, воски), каротини, токофероли, хлорофіл, а також вуглеводи, мінеральні речовини тощо. Домішки каротинів і хлорофілу обумовлюють забарвлення олій: жовте, бурштинове, коричневе, зеленувате. Олії нерозчинні у воді, але розчиняються в неполярних розчинниках, а також в ацетоні й спирті.

### Фосфоліпіди
Фосфоліпіди, які є складовою частиною всіх клітин і утворюють мембрани клітин (клітинні мембрани печінки складаються на 65 %, у насінні — 0,25-2,0 %), містяться і в товарній олії, а їхня кількість в олії змінюється залежно від величини техногенної дії на насіння: чим інтенсивніша технологічна дія на насіння, тим більше фосфоліпідів потрапляє в олію.
Приймаючи на себе кисень, фосфоліпіди легко окислюються, через що їх уважають антиокислювачами олій. Проте ця властивість негативно впливає на товарні властивості олій. Наприклад, лецитин при окисленні надає олії характерного темного забарвлення.
Фосфоліпіди також здатні до утворення в оліях колоїдних розчинів, з яких вони при поглинанні води випадають в осад, що називається фусом. Тому олії, які не йдуть безпосередньо в їжу і призначені для тривалого зберігання, звільняють від фосфоліпідів гідратацією олії (обробка олії водою, унаслідок якої фосфоліпіди приєднують воду, втрачають здатність розчинятися в олії і випадають в осад). Гідратація є основним способом виведення фосфоліпідів з олії. Однак і після гідратації в оліях міститься 0,2—0,4 % фосфоліпідів, які не гідратуються.

### Воски
На поверхні покривних тканин насіння воски утворюють тонкий наліт. Вони також входять у склад їхніх клітинних стінок, захищають тканини від механічних пошкоджень, перезволоження і висихання. У насінні соняшника міститься
найбільше воску — 1,2—1,3 % (у плодовій оболонці — до 83 % цієї кількості воску, в насінній оболонці — до 16 %, у ядрі — до 1 %).

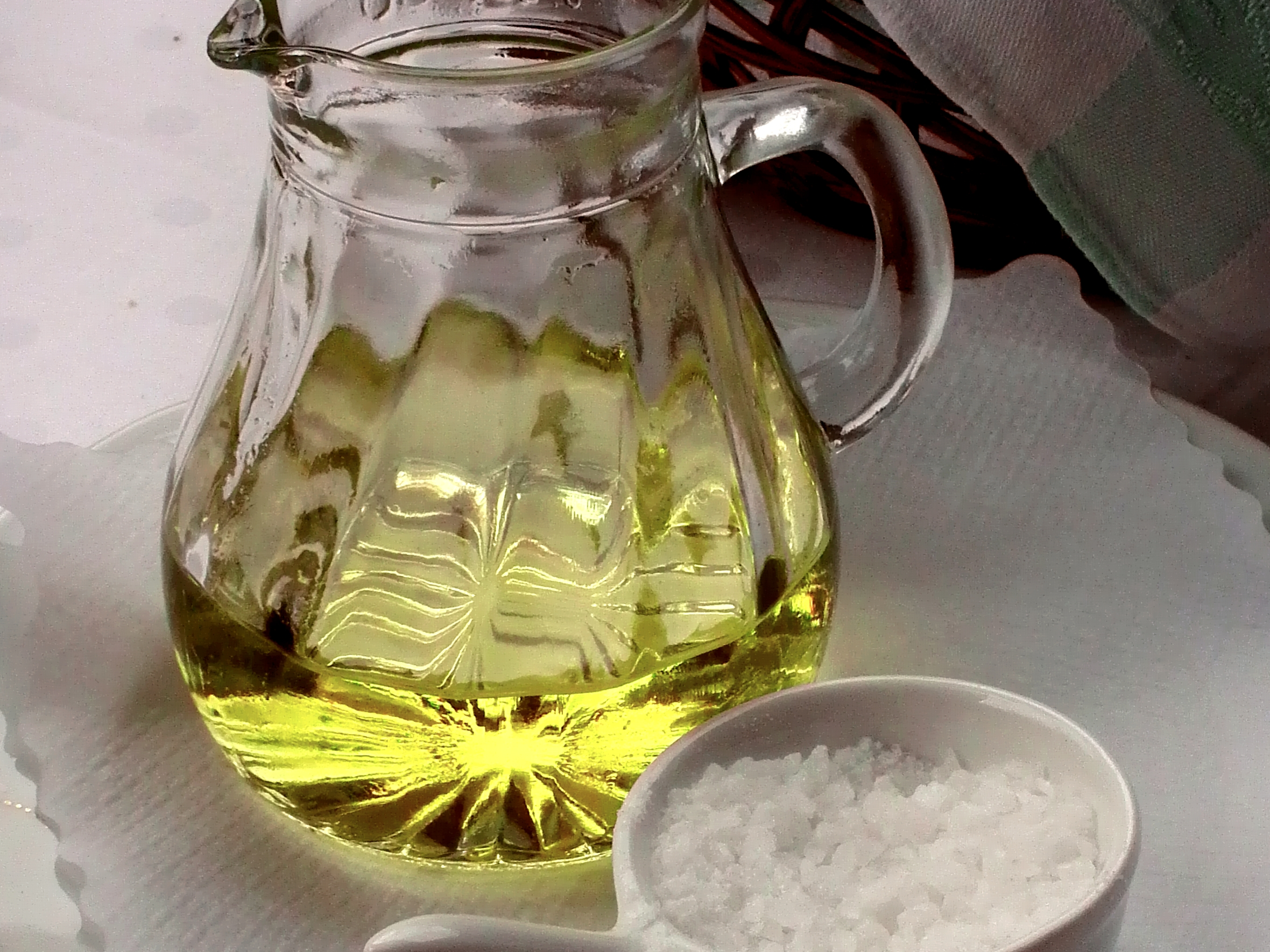
Оливкова олія

Віск сильно ускладнює отримання прозорих олій. Унаслідок того, що температура плавлення восків становить близько 80 °С (тоді як температура плавлення тригліцеридів — у межах мінусових температур), дрібні кристали воску тривалий час не випадають в осад і ніби зависають в олії, роблячи її мутною, чим погіршують її товарний вигляд.
У випадку застосування олії як палива кристали воску забивають фільтри паливної апаратури, утруднюючи подачу її в двигун.
Через високу хімічну інертність воску проблема видалення його є однією з найскладніших технологічних проблем у виробництві олій. Одним зі шляхів отримання прозорих соняшникових олій є виморожування, або вентуризація — укрупнення кристалів воску шляхом витримки олії при температурі 7—10 °C з наступним їх відділенням від олії фільтрацією.

### Пігменти
Такі властивості олій, як колір, запах, смак, визначають і нежирові речовини.
Жиророзчинні пігменти, такі як каротиноїди, надають олії колір від світло-жовтого до темно-червоного (найбільше їх міститься в кукурудзяній олії), хлорофіли — зеленого (у соєвій, кукурудзяній, ріпаковій, гірчичній оліях), госсіпол (токсична речовина, яка міститься в бавовниковій олії) — чорного. Слід зазначити, що госсіпол забарвлює в чорний колір соапстоки.
Видаляють жиророзчинні пігменти з олії за допомогою адсорбентів. Госсіпол, як і хлорофіли, також є активним антиокислювачам.

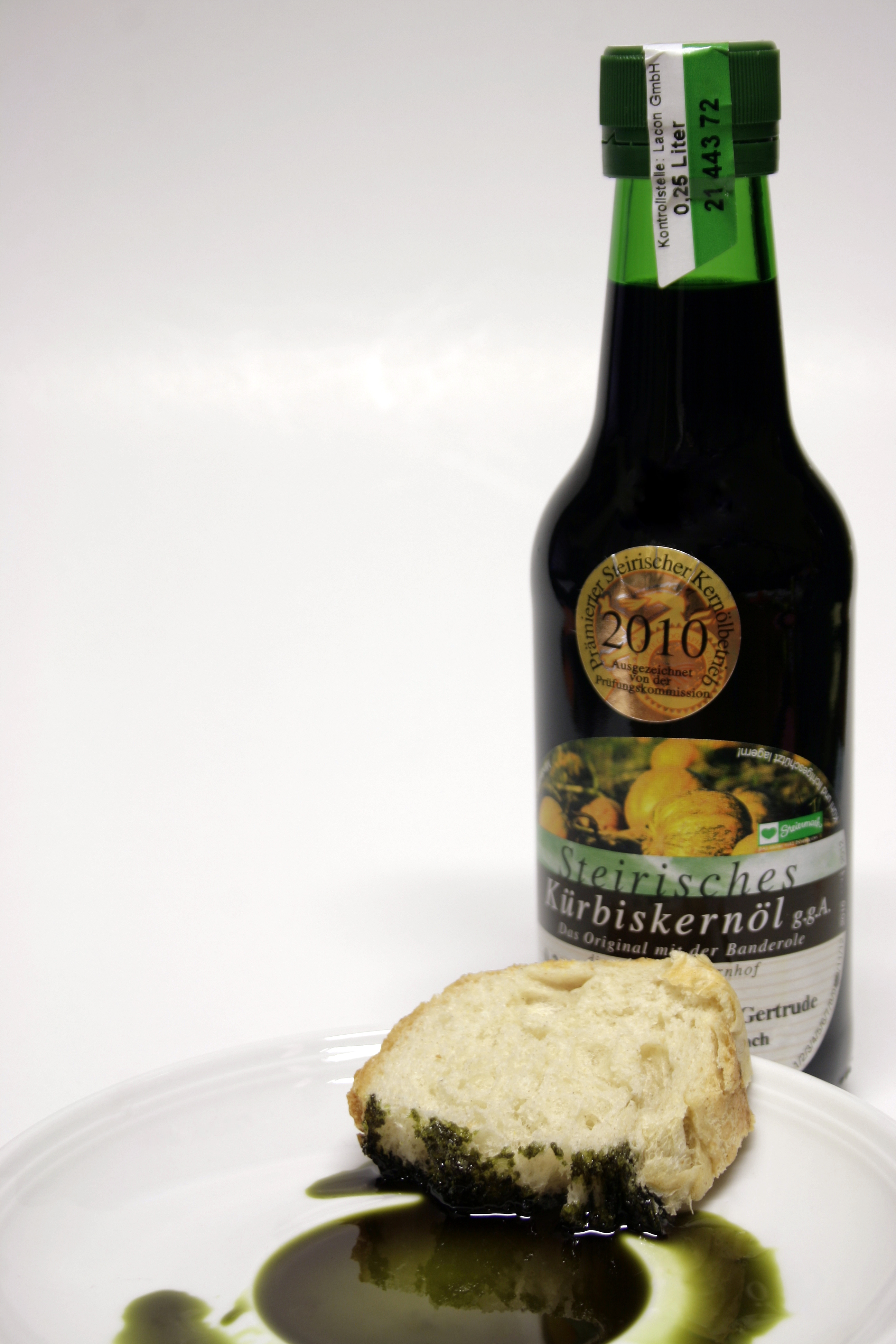
Гарбузова олія

### Терпени
Терпени й різні аліфатичні вуглеводні також зумовлюють смак і запах олій.
Неприємний запах прогірклої олії надають альдегіди і кетони.

### Токофероли
Велике значення в харчовій цінності і біологічних властивостях олій, попри жирнокислотний склад, має і вміст в олії супутніх речовин, серед яких особливу роль грають антиоксиданти — токофероли, які не лише захищають олію від окислювального псування, а і є природними джерелами надходження в організм вітаміну Е, який має властивість впливати на розвиток ембріона, попереджає утворення тромбів, сприяє укріпленню стінок кровоносних судин, м'язової системи та нервових клітин. Встановлено тісний зв'язок токоферолів із функцією і станом ендокринної системи.
Стійкість олії до окислення визначає рівень та ізомерний склад токоферолів. Вітаміни групи Ε об'єднують 7 токоферолів (позначаються початковими літерами грецького алфавіту: α, β, γ, δ, ε, ζ, η), з яких у жировій частині насіння та плодів знайдено чотири перших ізомери. Загальний вміст токоферолів ще не є показником вітамінної цінності олій. За біологічною дією токофероли поділяються на речовини вітамінної та антиоксидантної активності. Біологічна активність α-, β- і γ-токоферолів може бути оцінена як 100 : 40 : 8. Інші форми у вітамінному відношенні є малоактивними.
Найбільшу вітамінну активність має α-токоферол, який переважає в соняшниковій олії. Цей токоферол не має антиоксидантних властивостей і тому може бути окиснювачем внутрішньоклітинних ліпідів, а також усього організму, що призводить до утворення токсичних для клітин пероксидів ліпідів та накопичення в тканинах вільних радикалів, які мають дуже високу агресивну активність та пригнічують біологічно активні компоненти — вітаміни і ферменти і, як наслідок, можуть призвести до загибелі клітини.
Антиоксидантами є β-, γ- та особливо δ-токофероли. Вони захищають внутрішньоклітинні ліпіди від надлишкового окислення та перешкоджають накопиченню в тканинах вільних радикалів.
Таким чином, основне фізіологічне значення вітаміну Е полягає в його антиокислювальній дії на внутрішньоклітинні ліпіди і попередженні пероксидації ліпідів мітохондрій або мікросом. Антиоксиданти захищають організм від багатьох хвороб, канцерогенів і передчасного старіння.
| Пальмова олія | Рослинна олія в поліетиленових мішочках на продаж (Таїланд) | Кокосове масло | Виготовлення пальмової олії (Конго) |

### Вітаміни
До нежирових речовин, що містяться в олії, відносяться також вітаміни.

### Азотовмісні речовини
Понад 90 % азотовмісних речовин олій належить білкам (отруйним і неотруйним), які і визначають харчову придатність олії (як і макухи).
До отруйних відносяться:
1. Глюкозиди — ферменти, які при гідролізі утворюють синильну кислоту. Містяться в насінні льону (пимарин), гірчиці та ріпаку.
2. Лектини мають негативний вплив на еритроцити крові. Містяться в насінні рицини (рицин), арахісу та сої.

Білкові домішки в олії погіршують її товарний вигляд, а тому підлягають видаленню разом із фосфоліпідами шляхом гідратації олії.

### Вуглеводи
Речовини вуглеводневої природи представлені в насінні олійних культур головним чином целюлозою та геміцелюлозою, у невеликих кількостях містяться пектин та лігнін.

### Мінеральні (зольні) елементи
До 90 % золи складають оксиди фосфору, калію, кальцію і магнію, оскільки основна маса насіння складається саме з них.

### Екстракційні розчинники
Харчову придатність олій, які отримані екстрагуванням гексановим розчинником регулює такий нормативно-технічний документ: СОУ 15.4-37-213:2004 Олії. Методи визначення залишку гексанового розчиннику.
| Виробництво пальмової олії (Гана) | Пальмова олія має червоне забарвлення | Олія виноградних кісточок | Сезамова олія | Касторова олія |

## Окиснення
При контакті з киснем або при нагріванні до 250—300°С повітря деякі рослинні олії піддаються окислювальній полімеризації (висихають) утворюючи плівки. Ця здатність до висихання використовується у виробництві лако-фарбових матеріалів.
За ступенем полімеризації олії ділять на висихаючі, напіввисихаючі і невисихаючі.
Висихаючі олії (гліцероли насичених кислот з двома або більше подвійними зв'язками): лляна, конопляна, тунгова, перилова. Якщо їх нанести тонким шаром на будь-яку поверхню — на повітрі вони перетворюються в еластичну суху плівку.
До напіввисихаючих олій відносять соняшникову, соєву, макову, свиріп'яні олії. У цих олій таке перетворення потребує довшого часу, а плівка буває більш липкою і не такою тривкою, як висихаючих олій.
Невисихаючими оліями є кокосова та пальмова. Вони зовсім не утворюють плівки.

## Константи характеристика олій і жирів
Для характеристики жирів чи олій використовують умовні одиниці (константи).
Йодне число — кількість грамів йоду, що приєднується до 100 г олії. Воно характеризує ступінь ненасиченості кислот, які входять до складу олії. Йодне число найчастіше використовують для аналізу висихаючих олій.
Кислотне число — кількість міліграмів КОН, що витрачається при нейтралізації 1 г жиру. Кислотне число кількісно оцінює наявність вільних карбонових кислот у жирі/олії.
Число омилення — кількість міліграмів КОН, витрачених на нейтралізацію карбонових кислот (вільних і добутих при гідролізі з естерів гліцеролу, які містяться в 1 г жиру/олії.
Естерове число. Його знаходять різницею між числом омилення та кислотним числом для визначення кількості кислот, які містяться у вигляді естеру гліцеролу, в 1 г жиру.

## Омилення
Під впливом натрієвого або калійного лугу ефірні зв'язки порушуються, жирні кислоти утворюють з лугом солі, які становлять звичайне мило, тверде з натрієм, рідке — з калієм, а гліцерин залишається у розчині.

## Вміст олії в рослинах
| Назва рослини                                    | Частина рослини                       | Вміст олії (до)          | Примітки                                       | Назва олії, отримання |
| ------------------------------------------------ | ------------------------------------- | ------------------------ | ---------------------------------------------- | --- |
| Ліщина звичайна (Corylus avellana L.)            | ядра горіхів                          | 62,5 % (57,4-62,5 %)     |                                                | |
| Талабан польовий (Thlaspi arvense L.)            | насіння                               | 33 %                     |                                                | |
| Редька дика (Raphanus raphanistrum)              | насіння                               | 35 %                     |                                                | |
| Соняшник звичайний (олійний) (Helianthus annuus) | насіння                               | 52 % (47-52 %)           |                                                | Соняшникова олія виробляється шляхом пресування чи екстрагування насіння соняшника. В залежності від способу очищення її поділяють на рафіновану, гідратовану, нерафіновану. |
| Льон (Linum Usitatissimum)                       | насіння                               | 48 % (30-48 %)           |                                                | |
| Мак (Papaver)                                    | насіння                               | 50 %                     | мак олійний або снодійний (Papaver somniferum) | |
| Ріпак (Brassica napus L. var. oleifera Metzg.)   | насіння                               | 52 % (48-52 %)           |                                                | |
| Тунг японський (Aleurites fordii)                | насіння                               | 45-35 %                  | так само і Тунг китайський (Aleurites cordata) | |
| Рицина (Ricinus communis L.)                     | насіння                               | 55 % (35-55 %)           | в насінні — до 55 %, в коробочках — до 45 %    | |
| Горобина (Sorbus)                                | насіння                               | 20 %                     |                                                | |
| Вишня (Cerasus)                                  | ядра кісточок                         | 36 %                     |                                                | |
| Сосна звичайна (Pinus sylvestris L.)             | насіння                               | 30 %                     |                                                | |
| Терен (Prunus spinosa)                           | насіння                               | 37 %                     |                                                | |
| Горіх волоський (Juglans regia L.)               | ядра горіхів                          | 70 % (50-70 %)           |                                                | |
| Груша                                            | насіння                               | 35 %                     |                                                | |
| Калина звичайна (Viburnum opulus)                | насіння                               | 20 %                     |                                                | |
| Іван-чай (Epilobium angustifolium L.)            | насіння                               | 45 %                     |                                                | |
| Розторопша плямиста (Silybum marianum)           | насіння                               | 25 %                     |                                                | |
| Соя культурна (Glycine max)                      | насіння                               | 25 % (17—25 %)           |                                                | Соєва олія виробляється шляхом пресування чи екстрагування попередньо обробленого насіння сої. Виробляється рафінована, гідратована та нерафінована. |
| Елеїс гвінейський (Elaeis guineensis)            | насіння                               | 30 %                     | так зване «пальмоядрове масло»                 | |
| Елеїс гвінейський (Elaeis guineensis)            | м'якоть перикарпію                    | 70 % (22—70 %)           | так зване «пальмова олія»                      | |
| Арахіс культурний (Arachis hypogaea)             | боби                                  | 65 % (43-65 %)           |                                                | Арахісова олія виробляється шляхом пресування чи екстрагування попередньо підготовлених бобів арахісу. Виробляється рафінована та нерафінована олія. Олія має світло-жовтий колір з зеленкуватим відтінком. |
| Амарант                                          | насіння                               | 4,8 % (від 4,8 до 8,1 %) |                                                | Амарантова олія |
| Бавовник                                         | насіння                               | 24 % (19—24 %)           |                                                | Бавовникову олію виробляють шляхом пресування чи екстрагування попередньо підготовленого насіння бавовнику. Особливістю насіння бавовнику є те що в ньому міститься велика кількість пігменту госсіполу, який має отруйні властивості. Тому для харчових цілей використовують рафіновану, вироблену шляхом пресування.                                                        |
| Гарбуз                                           | насіння                               |                          |                                                | Гарбузову олію виробляють методом пресування підсушеного підсмаженого та змолотого гарбузового насіння. |
| Гірчиця                                          | насіння                               | 44 % (32-44 %)           |                                                | Гірчичну олію (харчову) виробляють шляхом пресування з очищеного доброякісного насіння гірчиці. Олія має жовтий колір. |
| Пшениця                                          | зародки                               |                          |                                                | Зародків пшениці олія |
| Виноград                                         | кісточки                              |                          |                                                | Олія виноградних кісточок |
| Кедр                                             | горішки                               |                          |                                                | Кедрову олію виробляють з кедрових горішків методом гарячого пресування. Олія містить цілий комплекс ненасичених жирних кислот: пальмітинової, стеаринової, олеїнової, лінолевої та ланолінової. Двох останніх в ньому особливо багато, вони знижують рівень холестерину в крові. Також багата на вітамін Е (токоферол): його в ньому в 5 разів більше, ніж в оливковій олії. |
| Конопля                                          | насіння                               | 38 % (30-38 %)           |                                                | Конопляна олія |
| Кукурудза                                        | зародки                               |                          |                                                | Кукурудзяну олію виробляють шляхом пресування чи екстрагування зародків кукурудзи. Кукурудзяна олія містить багато вітаміну Е та лінолеву кислоту. |
| Кунжут                                           | насіння                               |                          |                                                | Кунжутова олія (сезамова) виробляється шляхом пресування попередньо очищеного насіння кунжуту. |
| Обліпиха звичайна (Hippophae rhamnoides L.)      | м'якоть плода, кісточки               | 12 % (9—12 %)            | 9 % — м'якоть, 12 % — кісточки                 | Обліпихова олія |
| Оливки                                           | м'якуш плодів                         | 55 %                     |                                                | Оливкову олію (прованську) виробляють методом пресування м'якої частини плодів оливкового дерева. |
| Рижій                                            | насіння                               | 46 % (25—46 %)           |                                                | Рижієва олія |
| Рис                                              | зародки та а внутрішня оболонка зерен |                          |                                                | Рисова олія |
| Сафлор (Carthamus L.)                            | насіння                               | 37 % (15-37 %)           |                                                | Сафлорова олія |
| Свиріпа (Erysimum)                               | насіння                               | 42 % (33-42 %)           | Суріпа звичайна, дугоподібна, пряма            | Суріпова олія |
| Коріандр                                         | насіння                               | 25,5 % (17-25,5 %)       |                                                | Коріандрова олія |
| Люпин                                            | насіння                               | 20 % (5-20 %)            |                                                | Люпинова олія |
| Ятрофа                                           | горіхи                                | 60 %                     |                                                | |
| Пекан (Carya illinoinensis)                      | ядра горіхів                          | 71,2 %                   |                                                | |

### Порівняння з іншими рослинними оліями
| Тип                                                                    | Процедура обробки        | Насичені жирні кислоти (SFA) | Мононенасичені жирні кислоти (MUFA) | Мононенасичені жирні кислоти (MUFA) | Поліненасичені жирні кислоти (PUFA) | Поліненасичені жирні кислоти (PUFA) | Поліненасичені жирні кислоти (PUFA) | Поліненасичені жирні кислоти (PUFA) | Точка димлення  |
| Тип                                                                    | Процедура обробки        | Насичені жирні кислоти (SFA) | Загально                            | Олеїнова кислота (18:1ω-9)          | Загально                            | α-Ліноленова кислота (18:3ω-3)      | Лінолева кислота (18:2ω-6)          | ω-6:3 пропорція                     | Точка димлення  |
| ---------------------------------------------------------------------- | ------------------------ | ---------------------------- | ----------------------------------- | ----------------------------------- | ----------------------------------- | ----------------------------------- | ----------------------------------- | ----------------------------------- | --------------- |
| Авокадо                                                                |                          | 11.6                         | 70.6                                | 52–66                               | 13.5                                | 1                                   | 12.5                                | 12.5:1                              | 250 °C (482 °F) |
| Горіх бразильський                                                     |                          | 24.8                         | 32.7                                | 31.3                                | 42.0                                | 0.1                                 | 41.9                                | 419:1                               | 208 °C (406 °F) |
| Ріпак                                                                  |                          | 7.4                          | 63.3                                | 61.8                                | 28.1                                | 9.1                                 | 18.6                                | 2:1                                 | 238 °C (460 °F) |
| Кокос                                                                  |                          | 82.5                         | 6.3                                 | 6                                   | 1.7                                 |                                     |                                     |                                     | 175 °C (347 °F) |
| Кукурудза                                                              |                          | 12.9                         | 27.6                                | 27.3                                | 54.7                                | 1                                   | 58                                  | 58:1                                | 232 °C (450 °F) |
| Бавовна                                                                |                          | 25.9                         | 17.8                                | 19                                  | 51.9                                | 1                                   | 54                                  | 54:1                                | 216 °C (420 °F) |
| Льон                                                                   |                          | 9.0                          | 18.4                                | 18                                  | 67.8                                | 53                                  | 13                                  | 0.2:1                               | 107 °C (225 °F) |
| Виноградні кісточки                                                    |                          | 10.5                         | 14.3                                | 14.3                                | 74.7                                | –                                   | 74.7                                | very high                           | 216 °C (421 °F) |
| Конопляне насіння                                                      |                          | 7.0                          | 9.0                                 | 9.0                                 | 82.0                                | 22.0                                | 54.0                                | 2.5:1                               | 166 °C (330 °F) |
| Олива                                                                  |                          | 13.8                         | 73.0                                | 71.3                                | 10.5                                | 0.7                                 | 9.8                                 | 14:1                                | 193 °C (380 °F) |
| Пальма                                                                 |                          | 49.3                         | 37.0                                | 40                                  | 9.3                                 | 0.2                                 | 9.1                                 | 45.5:1                              | 235 °C (455 °F) |
| Арахіс                                                                 |                          | 16.2                         | 57.1                                | 55.4                                | 19.9                                | 0.318                               | 19.6                                | very high                           | 232 °C (450 °F) |
| Рис                                                                    |                          | 25                           |                                     | 38.4                                |                                     | 2.2                                 | 34.4                                | 15.6                                | 232 °C (450 °F) |
| Крокіс фарбувальний                                                    |                          | 7.5                          | 75.2                                | 75.2                                | 12.8                                | 0                                   | 12.8                                | very high                           | 212 °C (414 °F) |
| Кунжут                                                                 | ?                        | 14.2                         | 39.7                                | 39.3                                | 41.7                                | 0.3                                 | 41.3                                | 138:1                               |                 |
| Соя                                                                    | Частково гідрогенізована | 14.9                         | 43.0                                | 42.5                                | 37.6                                | 2.6                                 | 34.9                                | 13.4:1                              |                 |
| Соя                                                                    |                          | 15.6                         | 22.8                                | 22.6                                | 57.7                                | 7                                   | 51                                  | 7.3:1                               | 238 °C (460 °F) |
| Горіх                                                                  | нерафінована             | 9.1                          | 22.8                                | 22.2                                | 63.3                                | 10.4                                | 52.9                                | 5:1                                 | 160 °C (320 °F) |
| Соняшник                                                               |                          | 8.99                         | 63.4                                | 62.9                                | 20.7                                | 0.16                                | 20.5                                | very high                           | 227 °C (440 °F) |
| Бавовна                                                                | гідрогенізована          | 93.6                         | 1.5                                 |                                     | 0.6                                 | 0.2                                 | 0.3                                 | 1.5:1                               |                 |
| Пальма                                                                 | гідрогенізована          | 88.2                         | 5.7                                 |                                     | 0                                   |                                     |                                     |                                     |                 |
| Харчові значення виражаються у відсотках (%) за масою загального жиру. |                          |                              |                                     |                                     |                                     |                                     |                                     |                                     |                 |

## Способи одержання олій в лабораторних умовах
Насіння підсушують, товчуть в ступці, а після цього заливають невеликою кількістю кип'ятку. Через деякий час на поверхні з'явиться шар олії.

Цим способом далеко не вся олія виділяється з насіння. Є спосіб розчинення (екстрагування) всіх жирів, які знаходиться в насінні.

Насіння подрібнюють в ступці або на кавовому млині, злегка підігрівають і закладають у банку, краще в воронку з гумовою трубкою, і заливають сірчаним ефіром або екстракційним бензином. Банку закривають склом і залишають на 10-20 хвилин, після цього ефір чи бензин зливають в чашку і опускають цю чашку в гарячу воду.

Ефір при 35 градусах почне випаровуватись, а олія залишиться в чашці. Якщо потрібно зберегти ефір (чи бензин), то розчин масла вливають в колбу з відвідною трубкою.
Під трубку підставляють іншу колбу чи пробірку, поміщену в посуд з водою. Пари ефіру і бензину при цьому будуть проходити по трубці і там охолоджуватись. Так можна ефіром чи бензином найбільш повно витягти з насіння жири.

До недоліків методу відноситься ймовірність попадання хімічних сполук, що використовуються в технології отримання олії.

## Промислове одержання
Холодна вижимка (температура олії не перевищує 50–60°С):
Процес вижимки олії відбувається в шнековому пресі. Преси можуть мати попередні камери, де насіння підігрівається, що поліпшує процес віджимання олії. Насіння в преси подається дозовано. Після одноразової вижимки в сировині залишається до 10–12 % жиру. Одержана олія стікає в резервуар, а звідти подається у фільтраційні установки, де відбувається відділення твердих частинок. Далі олія підлягає очищенню з осадженням фосфорних сполук, а вільні жирні кислоти нейтралізуються і вимиваються. Потім олію зневоднюють і зберігають у резервуарі для чистої олії.
Екстракція:

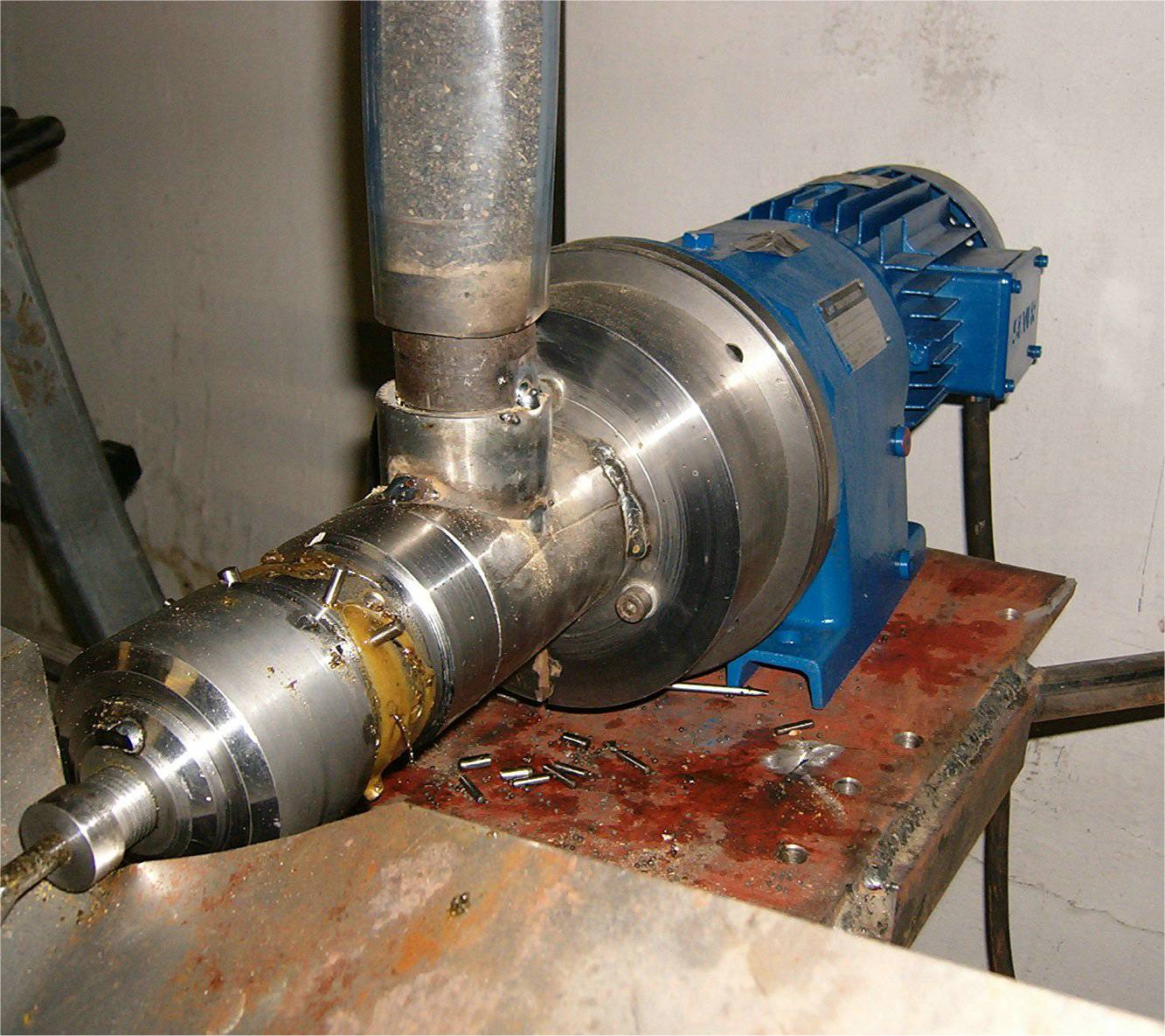
Електричний шнековий прес

Після першого вижимання (насіння може бути попередньо підігріте і подрібнене) вижимки перемішують в екстракційній камері з розчинниками (бензин, гексан), для розчинення залишкових жирів. Після цього суміш підігрівають, а пари розчинників конденсують і повторно використовують. Олія, отримана в процесі екстракції, звичайно перемішується з олією, одержаною після першої вижимки, у пропорції 2:1. В шроті залишається лише 1–2 % жирів. Екстракційна олія, як правило, забруднена, оскільки розчинники екстрагують олію разом з великою кількістю токсичних речовин. Застосування розчинників викликає їх емісію у навколишнє середовище.

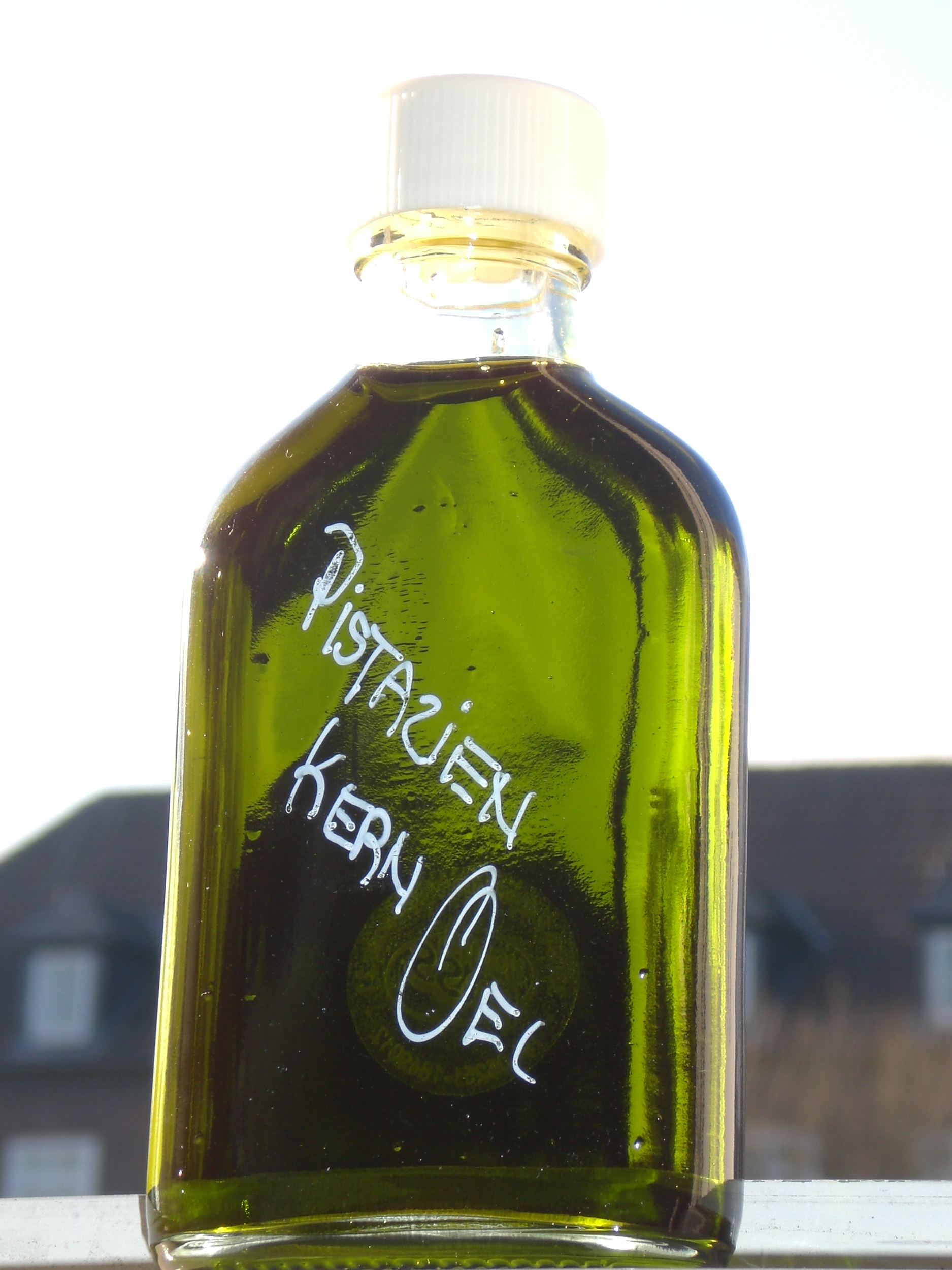
Фісташкова олія

Холодна вижимка олії, на відміну від екстракції, є повністю нейтральним методом для навколишнього середовища, а шрот після холодного вижимання є кормом для всіх видів тварин.

## Застосування рослинних тригліцеридів
Тригліцериди, витягнуті з рослин, використовувалися з найдавніших часів і в багатьох культурах. Наприклад, 4000-річну «кухню» виявлено в штаті Індіана в Charlestown State Park, археологом Бобом Маком з Університету Індіани (Університет Пердью Форт Уейн) виявлено докази того, що тубільці використовували великі плити щоб розчавити горіхи гікорі, а потім варили їх у воді для видобування олії.

### Кулінарне використання і харчова цінність
Деякі олії містять α-ліноленову кислоту, яка є попередником, необхідним для метаболізму організму, і може накопичуватися в організмі та витрачатися за потребою. Біологічна і, відповідно, харчова цінність олій характеризується складом і співвідношенням жирних кислот.
Види олій, отримані процесом холодного пресування не втрачають своїх нативних властивостей, мають інші фізико-хімічні характеристики, ніж олії, одержані під час теплової обробки. Також характеризуються кращою стабільністю до окислення, нижчим умістом продуктів окислення і не потребують наступної рафінації. Холодне пресування, завдяки короткотривалійчасній тепловій та механічній дії на хімічну структуру олії, дозволяє зберегти в оліях вітамін Е, в оліях міститься значна кількість фосфоліпідів, які захищають олію від процесів окислення. Вихід такої олії є низьким, але вартість компенсується високою фізіологічною цінністю та корисністю продукту.

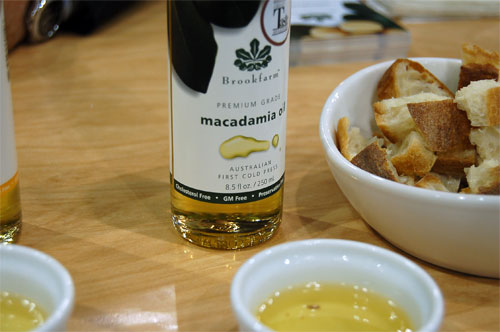
Олія макадамії

Теплове оброблення олії під час виробництва істотно знижує рівень токоферолів. За високих температур пресування, які застосовують в традиційних технологіях, олія піддається не лише ризику окислення киснем повітря, але і зміні нативного стану.

### Гідрогенізовані масла
Гідрогенізовані жири і олії — барботировані при високій температурі і високому тиску воднем для підвищення їх стійкості до прогіркання (окислення) або підвищення в'язкості і температури плавлення жиру. Таким чином олії (тригліцериди) переводять у тверді жири. Найчастіше гідрують соняшникову, соєву, бавовняну та арахісову олії.
Див. також: Гідрогенізація жирів, саломас, маргарин, спред.

### Фармацевтична галузь
Рицинова олія у лікарській практиці застосовується безпосередньо — як проносний засіб. Мазі, емульсії, пасти, готують на жирах, які сприяють поглинанню активних речовин організмом, пом'якшують і продовжують їхню дію.

### Промислове використання
Олії і жири використовуються для виготовлення мила, свічок, косметичних кремів, оліфи, олійних фарб, біодизелю.
В Дирбонській лабораторії (США) був розроблений процес отримання з соєвої олії — синтетичної смоли, з якої отримується першокласна емаль для фарбування автомобілів. По блиску і стійкості емаль переважала всі лаки, які існували станом на 1935 рік. Фордом в 1935 році було пофарбовано цією емаллю ціла серія автомобілів, і єдиною причиною, через яку всі автомобілі не були оброблені цією емаллю було те, що не вистачало екстракційного обладнання для отримання олії.
Касторова олія, при використанні її як моторного масла, має перевагу над мінеральним маслом в тому, що вона мало змінює свою в'язкість при зміні температур і у зв'язку з цим вона краще протистоїть тиску підшипників. Але вона не годиться для тривалого використання, і застосовується виключно в гоночних моторах, де потрібна короткочасна висока потужність. Касторова олія має властивість легко окислюватись і роз'їдати метал, та утворювати смолянисті нашарування.
З ріпакової олії вже знайшли широке застосування виготовлювані з неї мастильні засоби: гідравлічні масла; охолоджуюча мастильна і спеціальна олива для змащення деталей деяких сільськогосподарських машин; антикорозійне мастило й мастило для змащування ланцюгів, пилок; різні адгезійні мастила; моторні і трансмісійні мастила; олія для м'якого змащення.
Ріпакова та соєва генетично модифікована олії придатні для виробництва композиційних мастильно-холодильних засобів для процесів обробки металів різанням чи тиском.